# Janusz Magnuski

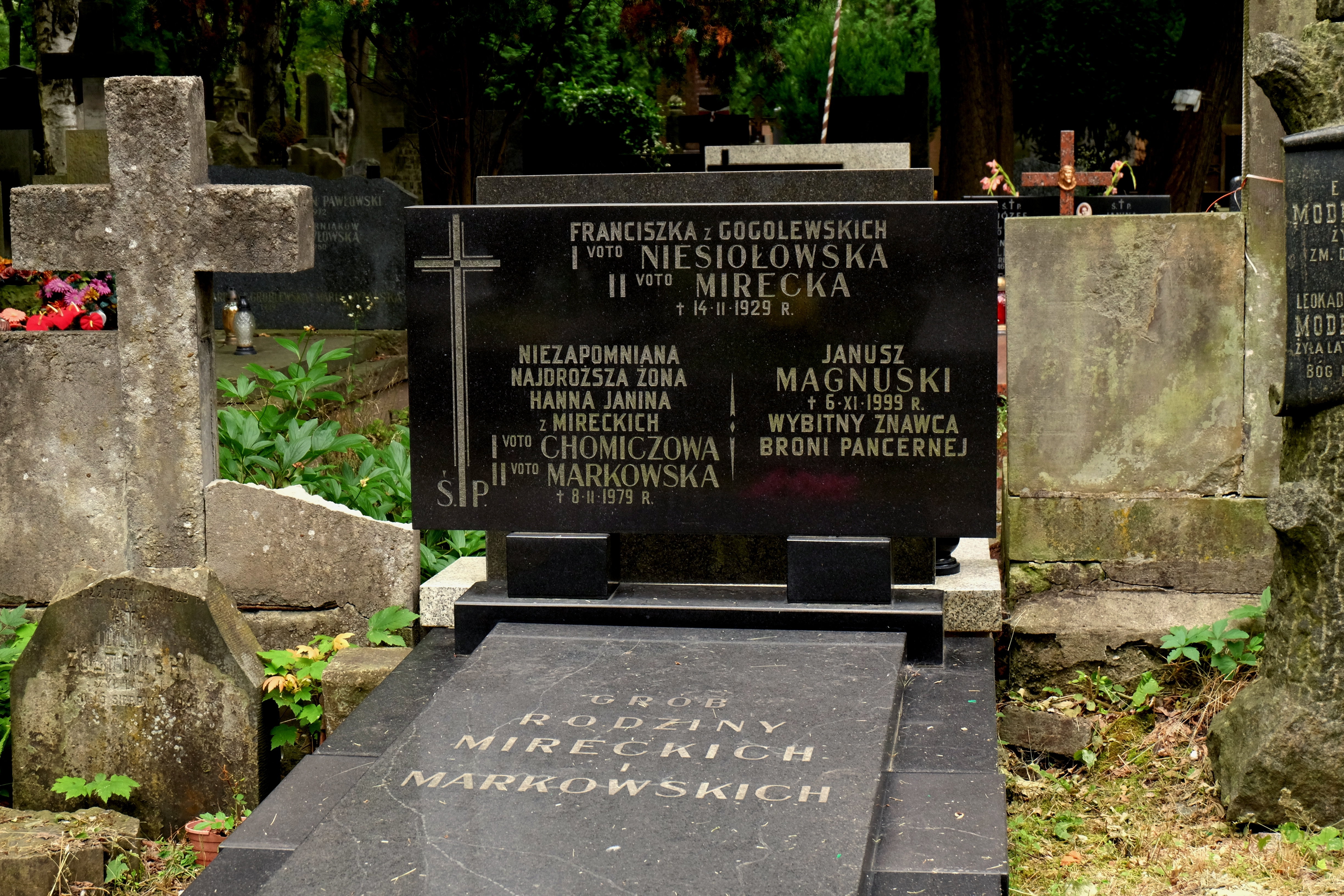
Grób historyka Janusza Magnuskiego na Cmentarzu Powązkowskim w Warszawie

Janusz Magnuski (ur. 12 sierpnia 1933, zm. 6 listopada 1999) – polski historyk i pisarz, autor książek o historii militarnej drugiej wojny światowej. Specjalizował się głównie w zagadnieniach dotyczących rozwoju militarnej myśli technicznej Polski i ZSRR w tym okresie. Nazywano go najczęściej cytowanym autorem w zakresie historii rozwoju radzieckich czołgów. Był jednym z autorytetów w dziedzinie dokumentacji sprzętu wojskowego ze zbiorów Muzeum Wojska Polskiego w Warszawie.